# Sebastian Sorsa
Sebastian Sorsa (født 25. januar 1984 i Helsinki, Finland) er en finsk tidligere fodboldspiller (forsvarer/midtbane). Han spillede hele 13 sæsoner hos HJK Helsinki i sin fødeby, og vandt seks finske mesterskaber med klubben. Han havde også kortvarige udlandshophold i England og Skotland.
Sorsa spillede desuden seks kampe for Finlands landshold, som han debuterede for i en venskabskamp mod Sydkorea i januar 2010.

## Titler
Veikkausliiga
- 2009, 2010, 2011, 2012, 2013 og 2014 med HJK Helsinki

Suomen Cupen
- 2006, 2011 og 2014 med HJK Helsinki